# Kloster Cappenberg

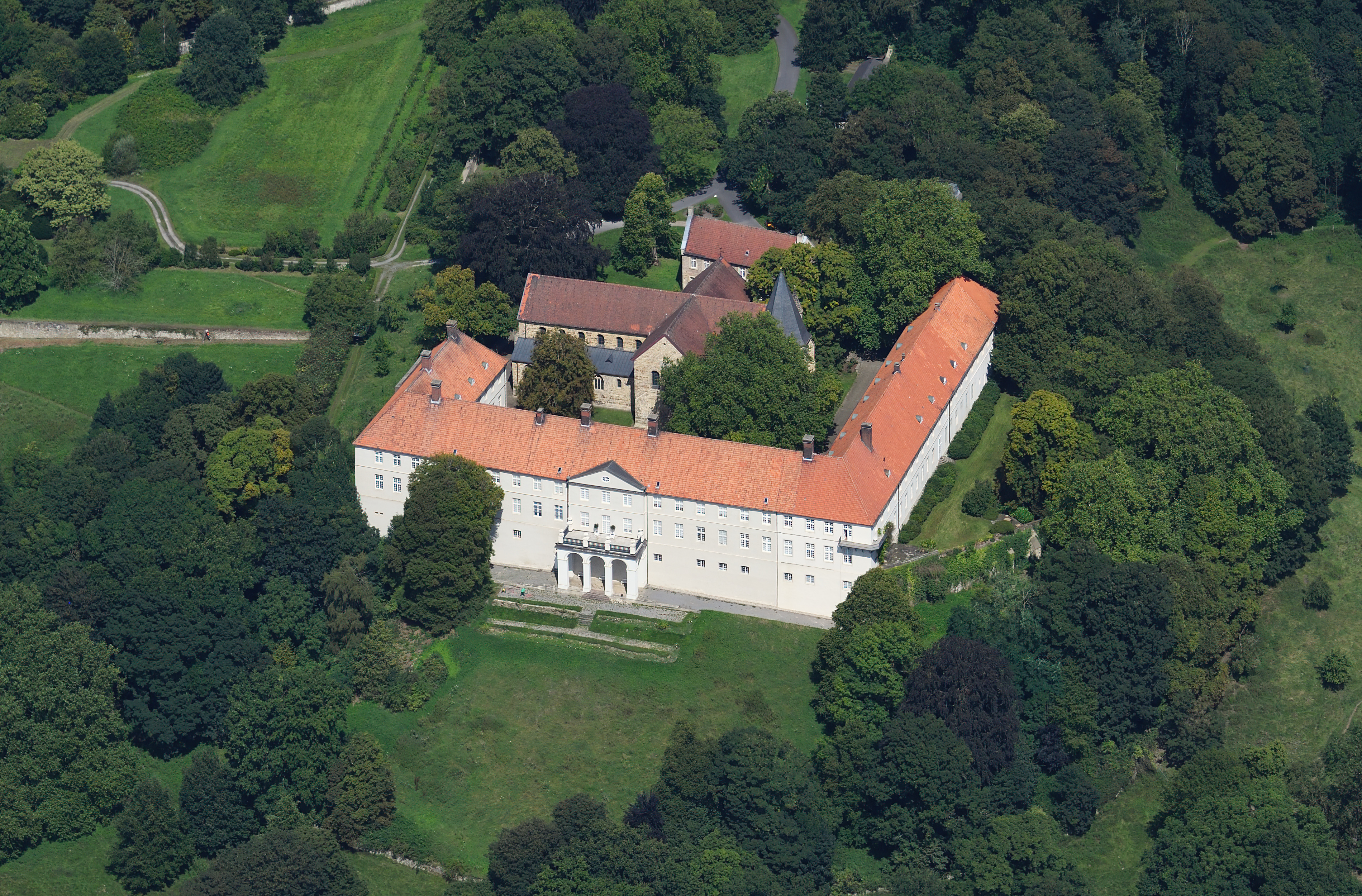
Schloss Cappenberg – Ansicht von Süden aus der Luft

Das Schloss Cappenberg (früher Kloster Cappenberg) ist ein ehemaliges Prämonstratenser-Chorherrenstift im Ortsteil Cappenberg der Stadt Selm. 
Es liegt am nördlichen Stadtrand von Lünen, nördlich der Lippe, am südlichen Rande des Münsterlandes auf einer Anhöhe, dem Cappenberg, umgeben von ausgedehnten Buchenwäldern, und ist ein Aussichtspunkt mit Blick über die Lippeauen auf das östliche Ruhrgebiet von Hamm bis nach Dortmund. Cappenberg war das erste Prämonstratenserkloster im deutschen Raum. Der Zutritt war dem Adel vorbehalten. Ende des 17. Jahrhunderts kam es zum Neubau der Klostergebäude. 
Nach der Säkularisation im Zuge der Napoleonischen Kriege wurde es 1803 zu einer Gutsdomäne. Das Abteigebäude wurde zum Schloss umgewandelt. Im Jahr 1816 wurde es von dem preußischen Staatsmann Freiherr vom Stein käuflich erworben und diente ihm als Altersruhesitz. Cappenberg wurde zusammen mit den Gütern des Klosters Scheda zu einer Standesherrschaft erhoben und ging später durch Erbfolge in den Besitz der Grafen von Kanitz über. Ein Teil des Schlosses dient heute als Museum, das u. a. Ausstellungen der Stiftung Preußischer Kulturbesitz zeigt. 
Die ehemalige Stiftskirche (Baubeginn 1122) ist seit 1832 Pfarrkirche der katholischen Kirchengemeinde St. Johannes Evangelist.

## Die Grafen von Cappenberg
Seit dem 11. Jahrhundert hatte eine Adelsfamilie Grafschaftsrechte im Westen des Bistums Münster inne. Seit 1092 nannte sie sich nach dem Kappenberg bei Lünen Cappenberg  oder Kappenberg. Dort stand auch ihre gleichnamige Burg. Die Cappenberger Grafen, die mit den Saliern und den Staufern verwandt waren und den Dreingau besaßen, waren ein mächtiges und reiches Herrschergeschlecht. Während der Investiturkriege, in denen sie den Kampf der sächsischen Bevölkerung unter Herzog Lothar von Supplinburg gegen Kaiser Heinrich V. unterstützten, zogen Graf Gottfried und sein Bruder Otto von Cappenberg im Februar 1121 unter der Führung des Herzogs Lothar mit starker Heeresmacht nach Münster. Ein großer Teil der Stadt wurde zerstört, auch der alte Dom ging in Flammen auf. Bevor ein Prozess gegen ihn wegen schweren Landfriedensbruchs eröffnet werden konnte, übergab Gottfried – aus Reue oder aus Furcht vor dem kaiserlichen Bann – den größten Teil seines Besitzes in Westfalen dem Gründer des Ordens von Prémontré, Norbert von Xanten, entsagte dem weltlichen Leben und zog in ein Kloster. Damit blieb er – nach damaliger Gepflogenheit – straffrei.

## Kloster Cappenberg

### Klostergründung

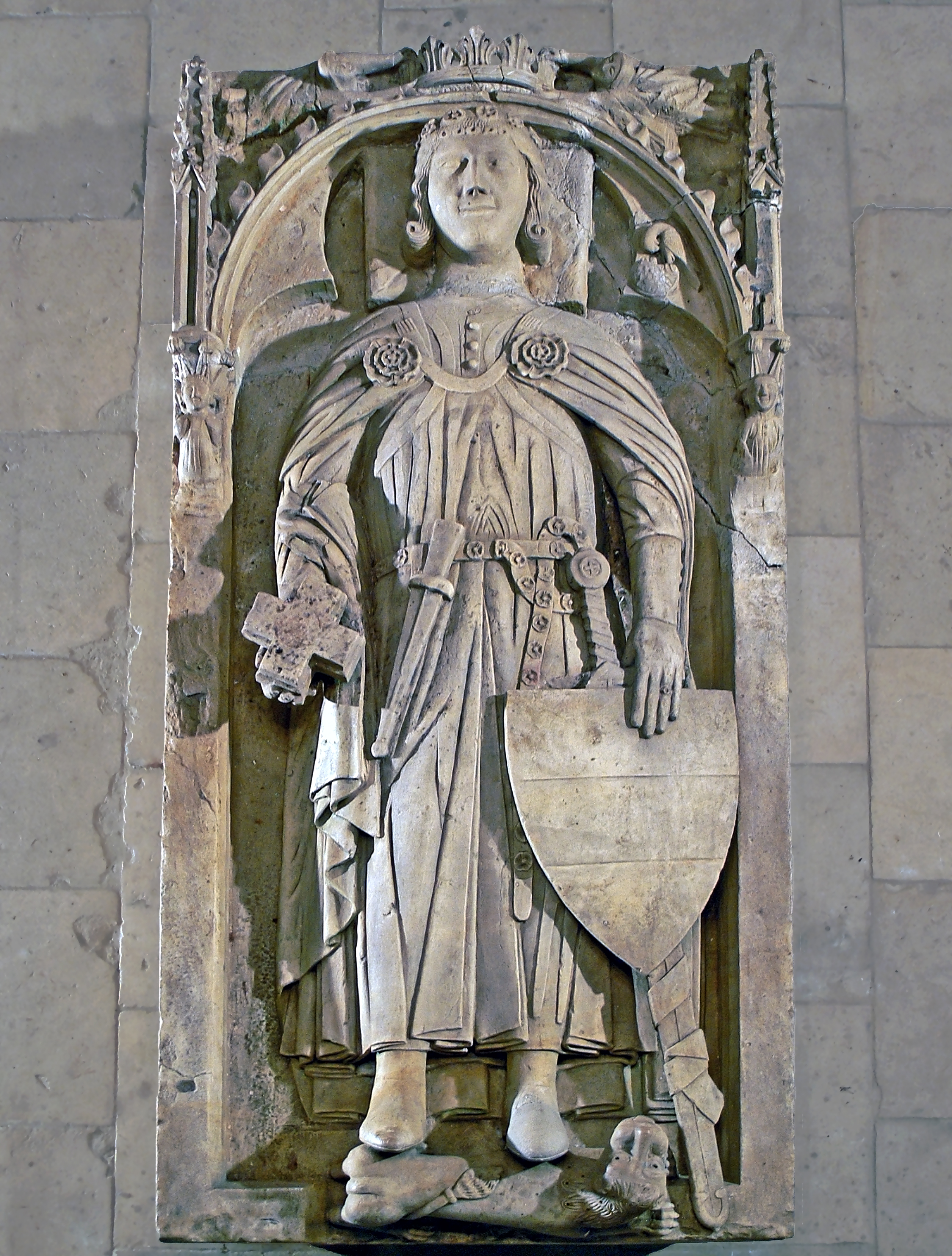
Grabplatte für Gottfried von Cappenberg

Nach Beschluss des Wormser Konkordats im Jahr 1122 kehrte er als Gottfried II., später als Heiliger Gottfried verehrt, und letzter Graf von Cappenberg zurück und gründete an seinem Stammsitz auf dem Cappenberg das erste Prämonstratenserstift im deutschsprachigen Bereich. Für seine Frau Ida, auch Jutta genannt, Tochter des Grafen Friedrich von Arnsberg, und für seine Schwester Gerberga von Cappenberg richtete er in unmittelbarer Nachbarschaft ein Frauenkloster ein. Cappenberg war damit ein Doppelkloster. Anfangs gehörten dem Kloster noch Männer und Frauen aus verschiedenen Ständen an.
In den Jahren nach der Gründung übereigneten die Grafen von Cappenberg dem Kloster Stiftsgut aus ihrem allodialen Besitz. Hierzu gehörten in der Nähe des Klosters gelegene Höfe in Cappenberg, Werne, Alstedde und Mengede sowie entferntere Besitzungen in Wesel, Wessum und Saerbeck.
Gottfried war zwar zeitweise als Nachfolger des ersten Abtes des Klosters, des Ordensgründers, vorgesehen, starb aber bereits mit 30 Jahren in Ilbenstadt. Ein Teil der Gebeine Gottfrieds wurde 1149 nach Cappenberg überführt und dort bestattet. An ihn erinnert eine Grabplatte aus dem 14. Jahrhundert im südlichen Querhaus der Stiftskirche.
Von Annette von Droste-Hülshoff (1797–1846) stammt das 12-strophige Gedicht: Die Gründung des Klosters Cappenberg. Das historisierende Gedicht geht auf zeitgenössische Sagen und Erzählungen zurück, denen Droste-Hülshoff nachgespürt hat.
1. Der Mond mit seinem blassen Finger

Langt leise durch den Mauerspalt

Und koset, streifend längs dem Zwinger,

Norbertus’ Stirne feucht und kalt.

Der lehnt an bröckelndem Gestein,

Salpeterflocken seine Daunen,

An seinem Ohre Heimchen raunen,

Und wimmelnd rennt das Tausendbein.

…

12. Die Humpen sind in Hast zertrümmert,

Burgunderblut fließt übern Stein,

Die Lampen mählich sind verkümmert,

Wie Erdenlust sie qualmten ein.

Doch drüben, in des Klosters Hut,

Entflammte man die ew’ge Leuchte,

Und knieend alles Volk sich beugte

Dem reinen Wein, der Christi Blut.

### Bedeutung Cappenbergs im Mittelalter

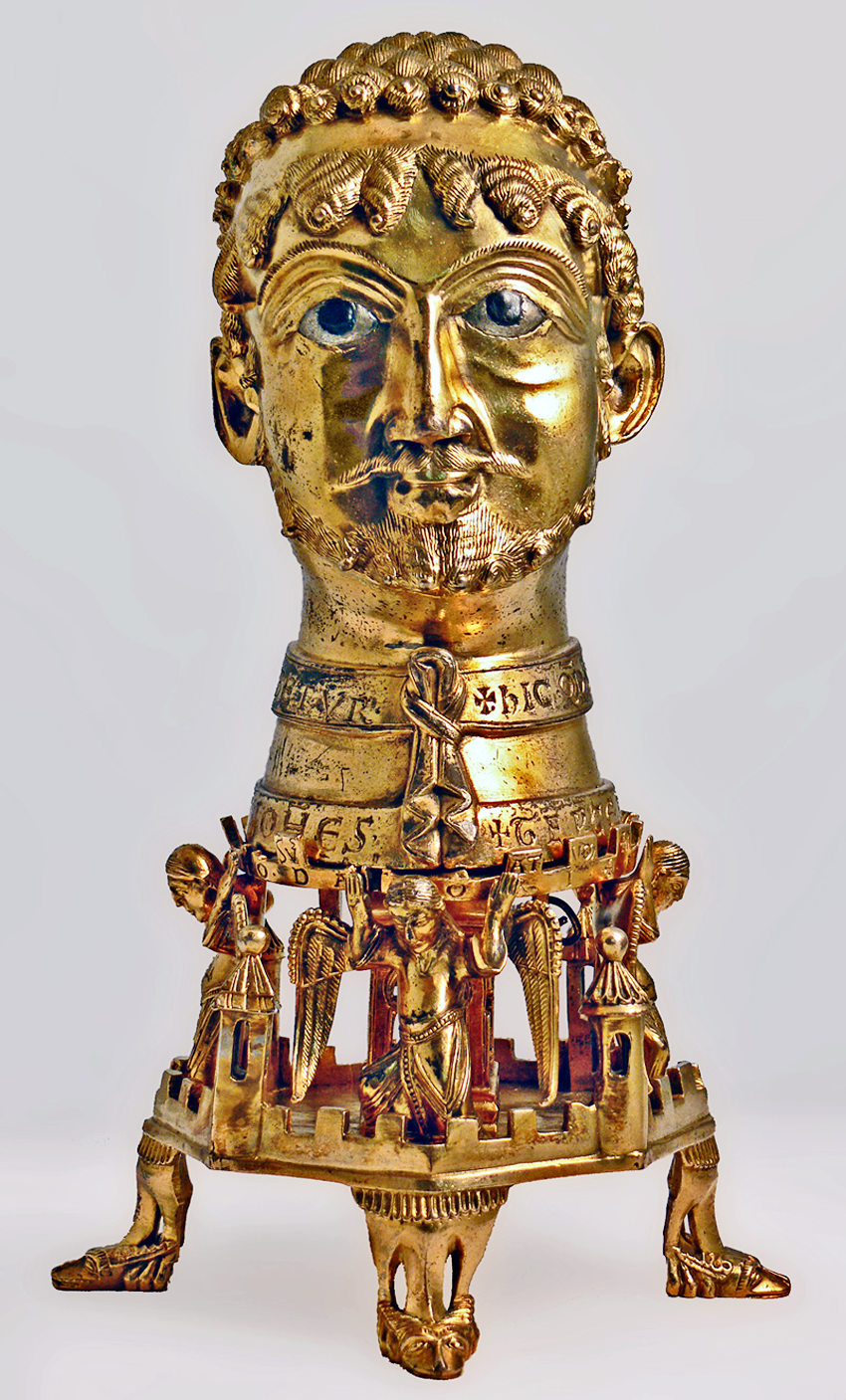
Kopfreliquiar des heiligen Johannes Evangelist samt Ständer („Cappenberger Kopf“), Kopf vor 1158 (Ständer ?)

Gottfried stellte ebenfalls Besitz zur Gründung des Klosters Varlar in der Nähe von Coesfeld und des Klosters Ilbenstadt in der Nähe von Friedberg (Hessen) zur Verfügung. Von Cappenberg aus wurden die Klöster Clarholz und Scheda gegründet. Von Letzterem waren die Frauenklöster Oelinghausen und Berentrop abhängig. Diese bildeten den Filiationsverband von Cappenberg, wenngleich Oelinghausen später in die Paternalität von Kloster Wedinghausen wechselte. Außerhalb Westfalens besetzte Cappenberg die Klöster St. Wiperti in Quedlinburg und Heiligenberg in der Grafschaft Hoya. Für die Bedeutung Cappenbergs spricht auch, dass die ersten Pröpste in Unserer Lieben Frauen in Magdeburg und Jerichow von dort stammten. Ebenso kamen Bischöfe von Brandenburg, Havelberg und Ratzeburg aus Cappenberg.
Die Hauptaufgabe der Prämonstratenser neben dem Chorgebet war die Seelsorgetätigkeit. Cappenberg selbst verfügte nicht über Pfarrrechte; es wurden ihm aber verschiedene  Kirchen inkorporiert. Im Jahr 1139 übertrug Bischof Werner von Münster die Kirchen in Werne und Ahlen sowie das Archidiakonat in Werne an Cappenberg. Im Jahr 1160 kam auch das Archidiakonat in Ahlen hinzu. Die Kirche im benachbarten Bork wurde Cappenberg 1175 inkorporiert. Graf Engelbert I. von der Mark übertrug Cappenberg 1254 das Patronat über die Kirche zu Mark, die Filiale in Hamm und die Kapelle auf der Burg Mark. Er wurde im Kloster Cappenberg bestattet. Der Dynast Hermann II. von Lohn gab 1278 das Patronat über die Kirche in Stadtlohn an das Kloster. Im Jahr 1318 schenkte Engelbert II. von der Mark die Patronate über die Kirchen in Kurl und Methler an Cappenberg.
In weltlicher Hinsicht konnte Cappenberg den ursprünglichen Besitz stark vermehren. Dies geschah durch weitere Schenkungen sowie durch Kauf. In der Zeit der Klosteraufhebung verfügte Cappenberg überwiegend in der Nähe des Klosters über 7000 Morgen Wald, Wiesen und Ackerland. Hinzu kamen mehr als 240 Höfe und Kotten von Hörigen. Cappenberg verfügte zudem über bedeutende ökonomische Vergünstigungen. Dazu gehörten die Schatzfreiheit, die Zollfreiheit in Wesel und Kaiserswerth.
Seit der zweiten Hälfte des 12. Jahrhunderts nahmen Cappenberg und seine Tochterklöster einen exklusiv adeligen Charakter an. Außerdem hielt der Cappenberg Filiationsverband am Titel eines Propstes als Klosterleiters fest.

### Weitere Entwicklung
Das Frauenkloster ging vermutlich im 14. Jahrhundert ein. Das Männerstift wirtschaftete erfolgreich und konnte einen erheblichen Reichtum ansammeln, der heute noch zum Teil in der auf dem Gelände befindlichen Stiftskirche sichtbar ist. Allerdings führten Reichtum und Adelsexklusivität in Cappenberg, Varlar, Scheda und Clarholz dazu, dass sie die Seelsorge in den ihnen inkorporierten Kirchen bürgerlichen Priestern aus anderen Prämonstratenserklöstern überließen. Die Stiftsherren selbst führten aber den Pfarrertitel, und ihnen kamen die Einkünfte der Kirchen zugute. Seit dem 13. Jahrhundert wurde der Lebenswandel der Stiftsherren, deren Zahl 1536 auf zwölf begrenzt wurde, häufig kritisiert. Es kam verschiedentlich zu letztlich vergeblichen Reformversuchen.
Cappenberg war in den letzten Jahrhunderten seines Bestehens kaum mehr als eine Versorgungsanstalt für nachgeborene Söhne des westfälischen Stiftsadels. Die Aufnahmebedingungen hinsichtlich der adeligen Vorfahren waren dabei ähnlich streng wie bei den Domkapiteln.
Teilweise verfielen die Klostergebäude, teilweise wurden sie während des Dreißigjährigen Krieges zerstört. Seit dem späten 17. Jahrhundert begann ein umfassender, sich über Jahrzehnte hinziehender Neubau im Stil des Barock. Dabei kam es zur baulichen Trennung zwischen Abtei und Kirche. Die Arbeiten wurden möglicherweise 1728 beendet. Eine rechts vom Haupteingang an der Wand angebrachte Plakette mit lateinischer Inschrift enthält einen Segenswunsch für das neue Gebäude sowie die Jahreszahl 1728, als Chronogramm im lateinischen Text versteckt. Das Abteigebäude wurde als Dreiflügelanlage erbaut. Im 18. Jahrhundert plante das Hochstift Münster zur finanziellen Ausstattung der Universität Münster die Aufhebung Cappenbergs. Dazu kam es jedoch nicht.
Gegen Ende des 18. Jahrhunderts gehörte Cappenberg zu den Gebieten im Heiligen Römischen Reich, die keinem Reichskreis angehörten. Es war aber nicht reichsunmittelbar, obwohl es beim Frieden von Lunéville so behandelt wurde.

## Nach der Säkularisation bis heute

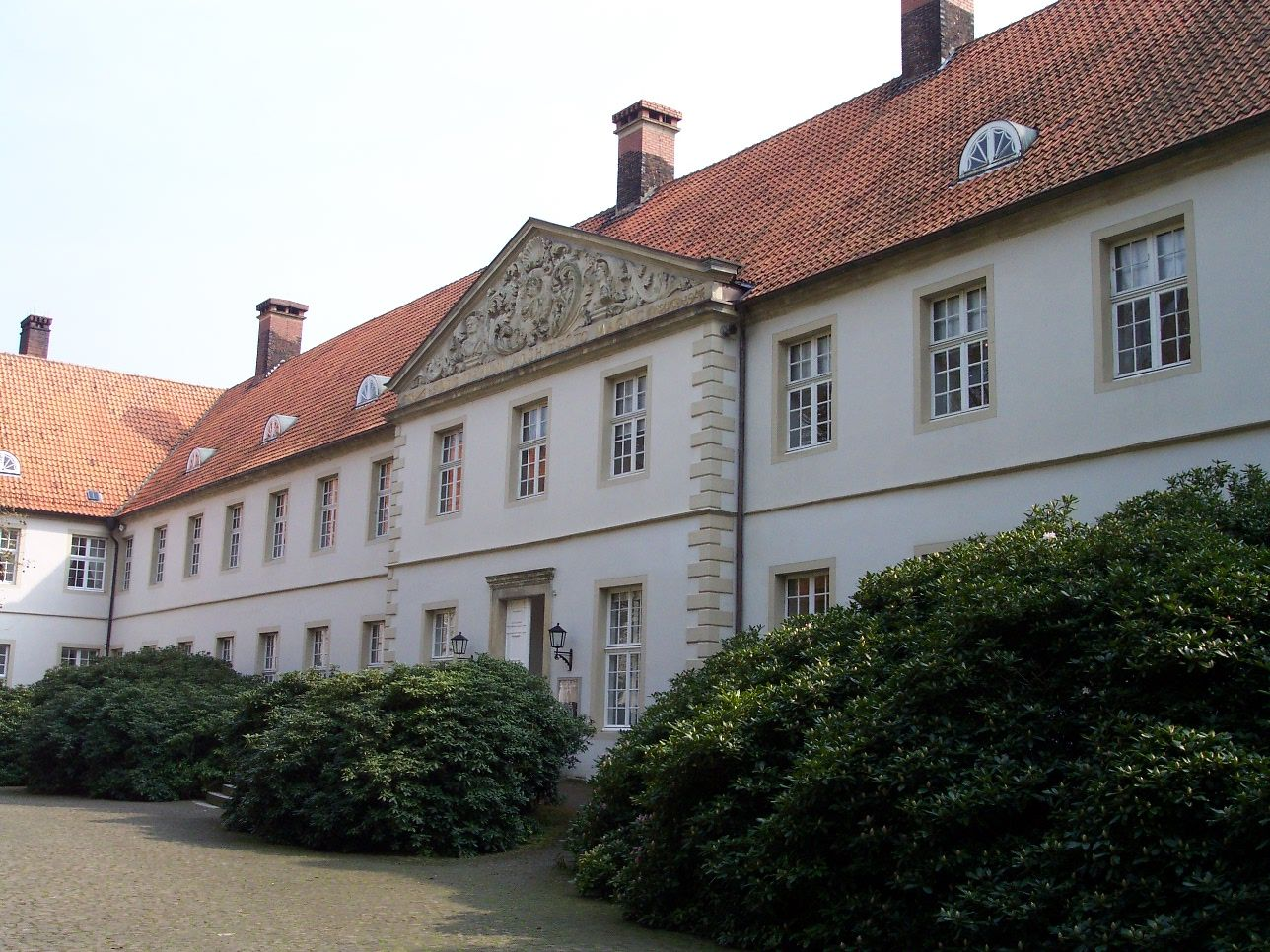
Hauptgebäude des Schlosses Cappenberg (Museumstrakt)

Nach fast 700-jährigem Bestehen wurde das Stift im Jahre 1803 aufgelöst und zur preußischen Staatsdomäne umgewandelt. Zwischenzeitlich unter französischer und bergischer Verwaltung stehend, fiel der Besitz mit 6.952 Morgen 1815 wieder an den preußischen Staat und wurde 1816 von dem ehemaligen Staatsminister Karl Freiherr vom und zum Stein unter gegenseitiger Verrechnung gegen die Herrschaft Birnbaum in der Provinz Posen für 228.000 Taler erworben. Er renovierte die Gebäude und bewahrte die Anlage vor dem Verfall. Zusammen mit dem Kloster Scheda wurde Cappenberg zu einer Standesherrschaft erhoben. Vom Stein verbrachte auf Cappenberg ab 1817 bis zu seinem Tode 1831 einen Großteil des Jahres.
Er lobte die Lage des Schlosses 1816 in einer Einladung:

„Ich rechne sehr auf Ihren Besuch in Cappenberg … Sie werden sich freuen über (…) den ernsten Charakter der stark und schön bewaldeten Gegend auf der einen Seite der Umgebungen und den weiten, freien Blick in eine große, schöne, von den Gebirgen des Sauerlandes begrenzte Ebene auf der entgegengesetzten, die man aus dem an dem Abhang einer Anhöhe kühn aufgebauten Kloster überblickt.“

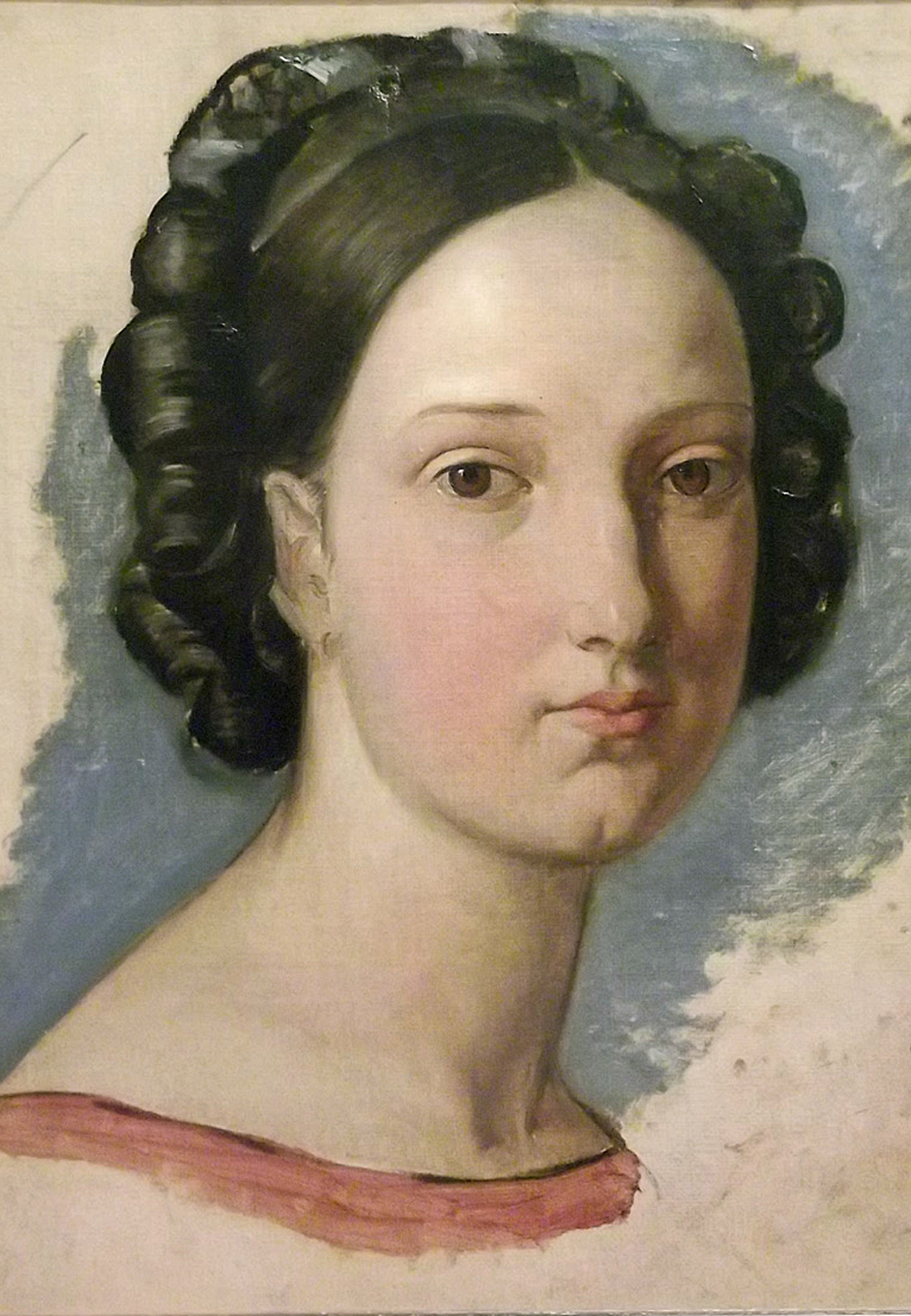
Therese vom Stein (1820)

Steins Erbin wurde seine Tochter Therese (1803–1863), die 1827 Ludwig Graf von Kielmansegg heiratete. Deren Tochter Gräfin Mathilde von Kielmansegg (1838–1914) war verheiratet mit Albrecht Wilhelm Graf von der Groeben (1818–1864). Deren Erbin, Therese Gräfin von der Groeben (1859–1938), verheiratet mit dem Generalleutnant Alexander von Kanitz (1848–1940), trat die Erbfolge an ihren gemeinsamen Sohn Albrecht (auch Albert Andreas Alexander) Graf von Kanitz (1891–1975) ab, womit 1926 das Schloss und Gut als Erbe über das Geschlecht von der Groeben an die Familie der Grafen von Kanitz überging.
Im Zweiten Weltkrieg diente das Schloss Cappenberg zur Aufbewahrung von Kunstwerken zum Schutz vor den Bombenangriffen der Alliierten. So wurde die Sammlung des Museums für Kunst und Kulturgeschichte Dortmund nach Cappenberg ausgelagert. Auch Kunstschätze aus verschiedenen zerstörten Kirchen Westfalens, etwa der Marienaltar von Conrad von Soest aus der Dortmunder Marienkirche, wurden hier verwahrt.
Ab 1946 wurde die Sammlung des Museums für Kunst und Kulturgeschichte in Cappenberg ausgestellt. Die Rückführung der Sammlung nach Dortmund erfolgte erst mit der Neueröffnung des dortigen Museums im Jahr 1983.
1985 mietete der Landschaftsverband Westfalen-Lippe gemeinsam mit dem Kreis Unna für 30 Jahre das Hauptgebäude des Schlosses an und wandelte es zu einem Museum um. Seitdem sind u. a. im Schloss Cappenberg von der Stiftung Preußischer Kulturbesitz kuratierte Gemälde-Ausstellungen zu sehen. Nach Ablauf des Mietvertrages 2015 wurde dieser zwischen Graf Sebastian von Kanitz und dem Landschaftsverband Westfalen-Lippe (LWL) für weitere 20 Jahre zum Preis in Höhe von 100.000 Euro p. a. plus Nebenkosten verlängert.
Als Untermieter wird der Kreis Unna wie schon in der Vergangenheit Künstler einladen und ihnen im Schloss Räume zur Ausstellung ihrer Werke zur Verfügung stellen.
Heute ist das Schloss Cappenberg ein beliebtes Ausflugsziel; es beherbergt ein Museum und ein kleines Café bzw. Restaurant. Es ist Teil der Route der Industriekultur. Es finden dort regelmäßig namhafte Veranstaltungen, Kunstausstellungen und Konzerte (u. a. das Internationale Kammermusikfestival unter der künstlerischen Leitung der Violinistin Mirijam Contzen) statt, die jährlich zwischen 60.000 und 80.000 Besucher anziehen.
Auf dem Gelände des Schlosses befindet sich ein 1899 errichteter ca. 25 m hoher Wasserturm, der unter Denkmalschutz steht und 1992 als Aussichtsturm wiederhergestellt wurde. Sowohl im Schlosshof auf der Nordseite als auch in dem weitläufigen Park auf der Südseite des Schlosses stehen zahlreiche alte Laubbäume, die zum Teil noch aus der Klosterzeit vor 1803 stammen und zum Teil vom Freiherrn vom Stein – der ein begeisterter Naturliebhaber war – angepflanzt wurden, darunter einige exotische Baumraritäten. Eine über 200 Jahre alte Baumhasel im Schlosspark in der Nähe der Kirche wurde 1990 durch mehrere Stürme bis auf einige Stümpfe zerlegt; man ließ die Reste stehen, heute (2022) ragt der Baum durch neue Triebe wieder in voller Pracht empor.
Die Zufahrt aus nordwestlicher Richtung zum Hauptportal ist durch zwei auf Sockeln aufgestellte steinerne Löwen flankiert. Danach wird die Straße zu einer Allee mit Pyramideneichen auf beiden Seiten.
Sebastian Graf von Kanitz hat im Juni 2017 den früheren Weinberg in der Nähe des Schlosses mit etwa 1.000 Riesling-Reben neu bepflanzen lassen. Der erste Wein auf dem nördlichsten Weinberg von Nordrhein-Westfalen wurde 2020 geerntet.

## Stiftskirche

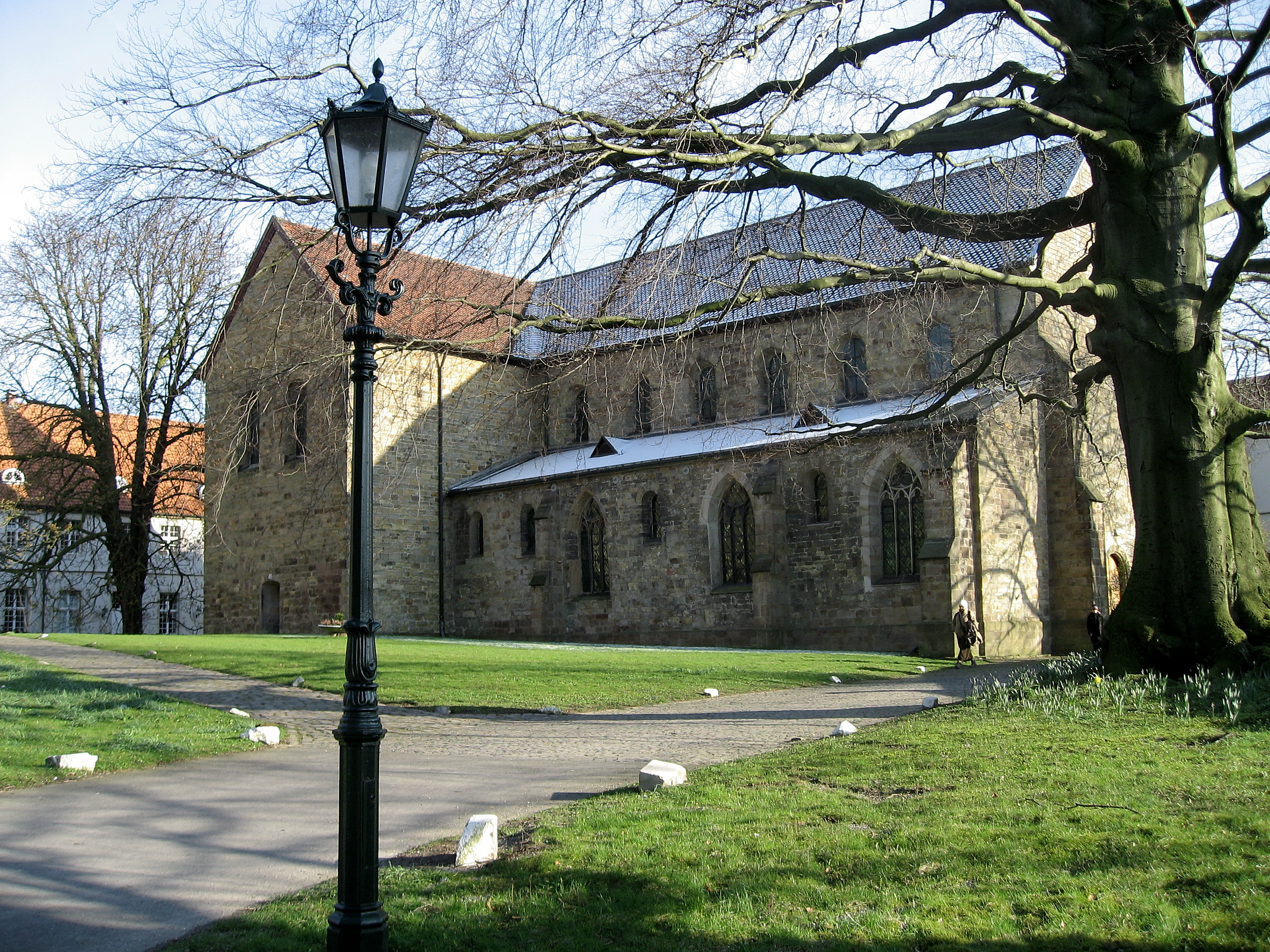
Stiftskirche St. Johannes Evangelist

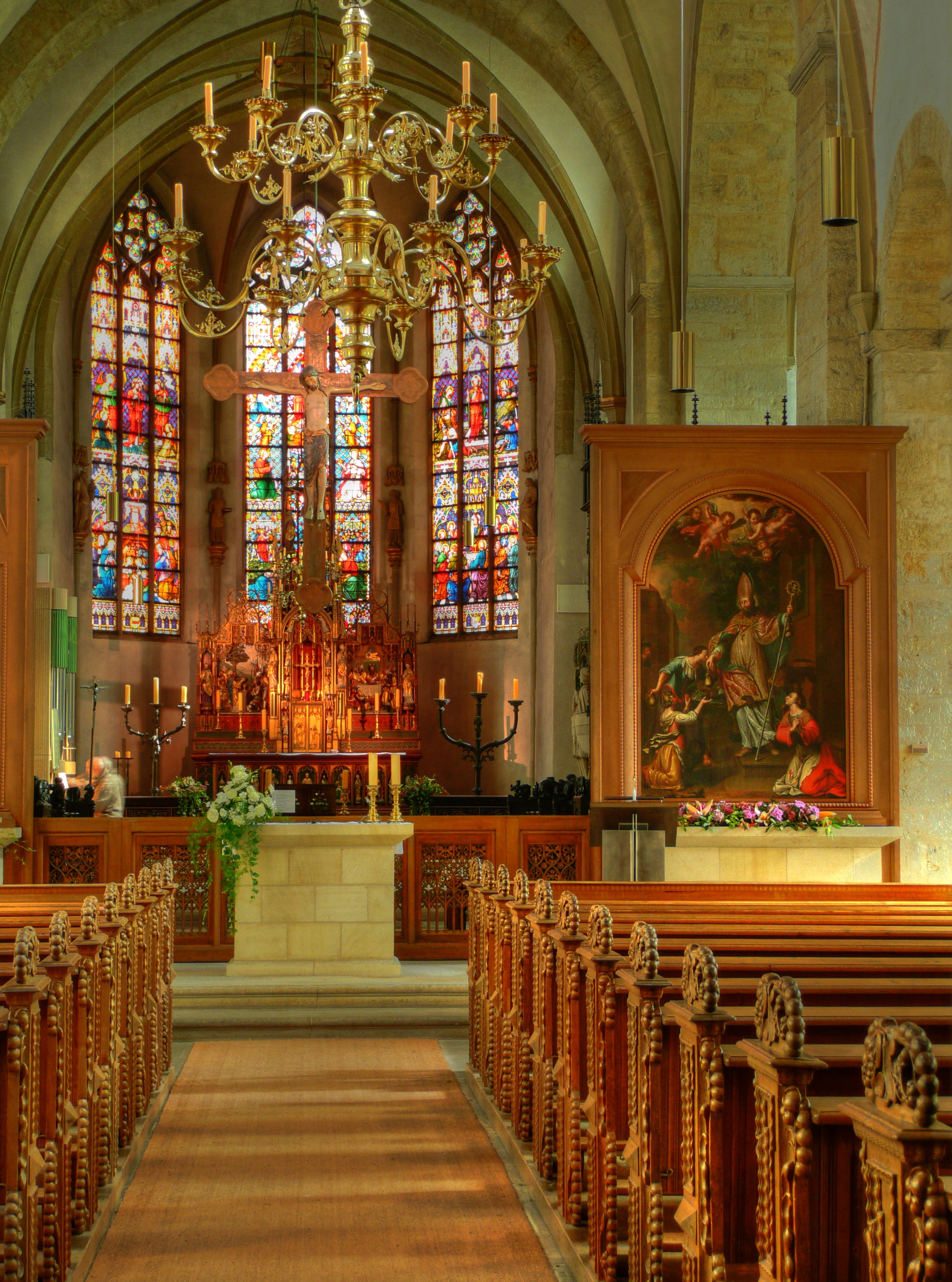
Mittelschiff der Stiftskirche

Die Stiftskirche wird heute zu drei Seiten vom barocken Klostergebäude umgeben. Ältere Anbauten wurden im Zuge der barocken Umgestaltung der Klosteranlage entfernt. Dazu gehören Seitenkapellen und Kreuzgang. Daher steht die Kirche frei im Schlosshof, umgeben von einem Park. Die Kirche ist weitgehend romanisch aus dem 12. Jahrhundert und ist in Form eines lateinischen Kreuzes angelegt. Im 14. und 15. Jahrhundert kam es zu einer gotischen Umgestaltung der Kirche, die sich etwa in den Spitzbogenfenstern und den Gewölben zeigt. Die Kirche ist eine dreischiffige und dreijochige Pfeilerbasilika mit einem Querschiff und einem zweijochigen Chor mit einem 5/8-Schluss. Der Chor ist im gotischen Stil ausgeführt. Die Kirche hat keinen Turm, sondern nur ein einfaches Glockenhaus. Die früher rundbogigen Fenster sind teilweise im gotischen Stil spitzbogig verbreitert worden. Diese sind dreiteilig mit Maßwerk.
Der Hochaltar wie auch die Verglasung der Apsis sind neugotisch. Zu den zahlreichen bemerkenswerten Ausstattungsgegenständen zählt der Cappenberger Kopf, ein Kopfreliquiar des heiligen Johannes Evangelist aus vergoldeter Bronze aus der Zeit vor 1158. 
Weitere Gegenstände sind das spätromanische Cappenberger Kreuz, ein auf 1210–1220 datiertes Triumphkreuz, von dem nur Teile einschließlich des Korpus noch original sind, sowie verschiedene Grabdenkmäler und Tafelgemälde, darunter der Flügelaltar von Jan Baegert (um 1530), und das spätgotische Chorgestühl aus dem 16. Jahrhundert.
Zur Vorbereitung auf die 900-Jahr-Feier im Jahr 2022 wurde die Kirche innen und außen umfangreich renoviert. Die Kosten beliefen sich auf rund 7 Mio. Euro.

## Archiv
Im Schloss befinden sich das Archiv der Standesherrschaft Cappenberg und das Freiherr-vom-Stein-Archiv. Dazu gehört rechtlich auch das Klosterarchiv. Die Bestände wurden im Jahr 1803 geordnet und 1879 teilweise als Depositum an das Staatsarchiv in Münster abgegeben. Dabei handelt es sich um 1080 Urkunden aus der Zeit zwischen 1122 und 1500. In Cappenberg selbst befinden sich noch Archivalien, die vor allem den Klosterbesitz betreffen. Diese wurden 1905 und 1928 erschlossen. Das Familien-, Guts- und Herrschaftsarchiv umfasst vor allem Material aus der Zeit als preußische Staatsdomäne zwischen 1803 und 1816 und aus der Zeit des Freiherrn vom Stein und seiner Nachfolger als Besitzer der Standesherrschaft Cappenberg. Das Archiv Stein beinhaltet insbesondere Familienunterlagen zum Geschlecht vom und zum Stein und private Akten Steins.

## Personenlisten

### Vögte von Cappenberg
- 1115–1160 Herrscher des Hauses Berg erstmals 1115 erwähnt bis zur Bergischen Erbteilung 1160 – an den Altenaischen Erbteil.
- 1160–1180 Eberhard I. von Berg-Altena
- 1180–1198 Friedrich von Berg-Altena (Erbteilung der Linie Altena zwischen dem älteren Graf Arnold von Altena und dem jüngeren Friedrich)
- 1198–1249 Adolf I. von der Mark (Begraben in der Kapelle des Klosters Cappenberg)
- 1249–1277 Engelbert I. von der Mark (Begraben in der Kapelle des Klosters Cappenberg)

### Pröpste und Äbte
Das „von“ lässt nicht (immer) auf eine adelige Herkunft schließen, sondern ist oft Herkunftsangabe.
- (Norbert von Xanten) 1122–1126
- Conon 1126–1136
- Otto 1136–1156
- Otto von Cappenberg 1156–1171
- Hermann von Are 1171–1210
- Andreas von Senden 1210–1232
- Hugo von Werne 1232–1257
- Arnold von Ahlen 1257–1270
- Bruno 1270–1273
- Erich 1273–1275
- Hartlev 1275–1294
- Otto 1294–1296
- Warmund 1296–1299
- Johann von Cule 1299–1307
- Wennemar 1307–1308
- Dietrich von Ahlen 1308–1321
- Ludwig 1321–1339
- Dietrich 1339–1343
- Wilhelm von Landsberg 1343–1344
- Hermann von Ringelsdorf 1344–1369
- Adolf von der Recke 1369–1385 (resigniert)
- Eberhard von Frydag 1385–1390 (resigniert)
- Bernhard von der Horst 1390–1407
- Arnold von Boenen 1407–1417
- Friedrich Rogge 1417–1445 (resigniert)
- Hermann von Königsberg 1445–1455
- Lubert von Diepenbrock 1455–1469
- Bernhard von Galen 1469–1484
- Ludolf von Bönen 1484–1492
- Dietrich von Olden 1492–1511
- Gottfried von Haen 1511–1521 (resigniert)
- Johann von Ketteler 1521–1536 (resigniert)
- Johann von Harmen 1536–1546
- Hermann von Ketteler 1546–1556
- Konrad von Nagel 1556–1572
- Gottfried von Velmede 1573–1583
- Wennemar te Korte 1583–1613
- Theodor von Haene 1613–1624
- Johann Reinhard von Schade 1624–1664
- Franz Dietrich von Westrem 1664–1671
- Bernhard von Westrem 1671–1686
- Johann Alexander von Ketteler 1686–1695
- Hermann Stephan von Nagel 1696–1711
- Gottfried Bernhard von Ascheberg 1711–1713 (resigniert)
- Johann Engelbert von Ketteler 1713–1739
- Ferdinand Moritz von Ketteler 1739–1784
- Kaspar Ferdinand von Bersworth 1784–1794
- Ferdinand Elias von Kleinsorgen 1794–1803

## Bilder

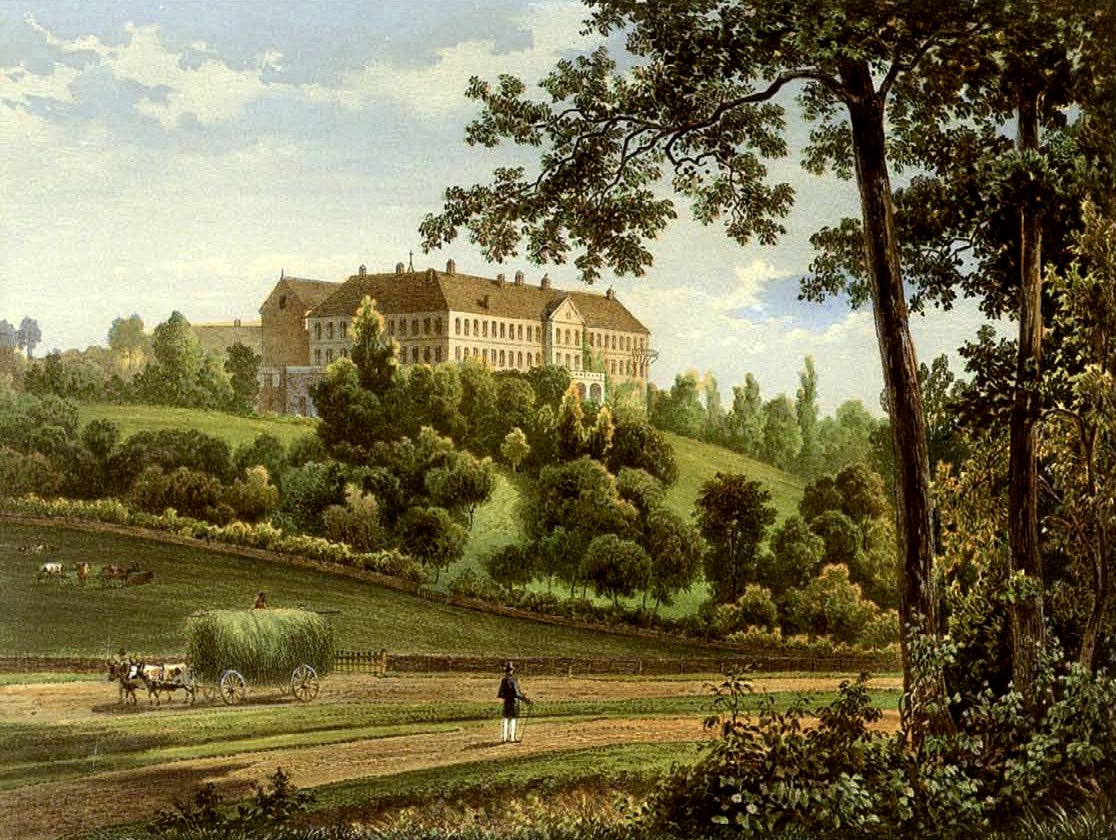
Schloss Cappenberg um 1860, Sammlung Alexander Duncker
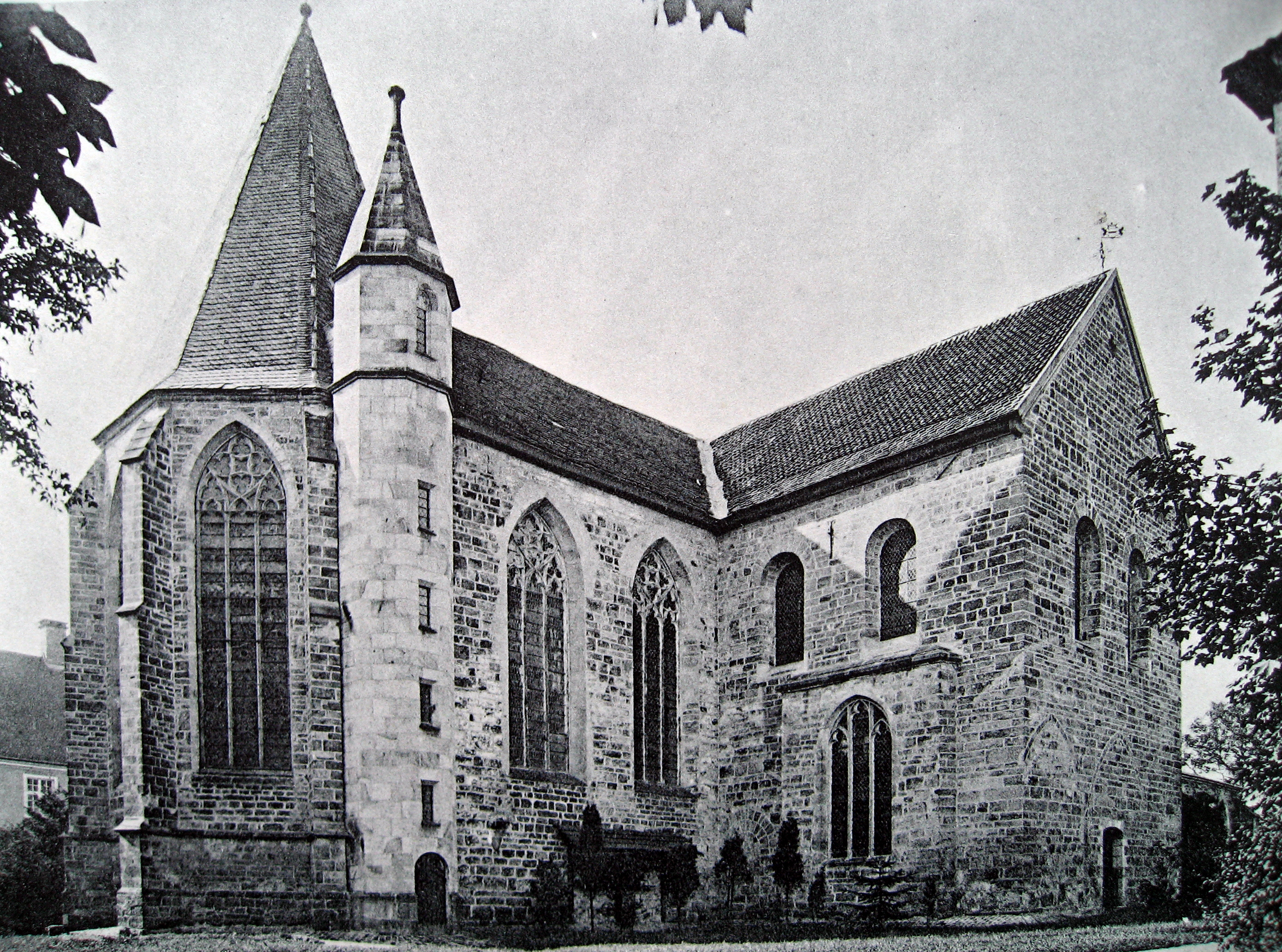
Kirche um 1890
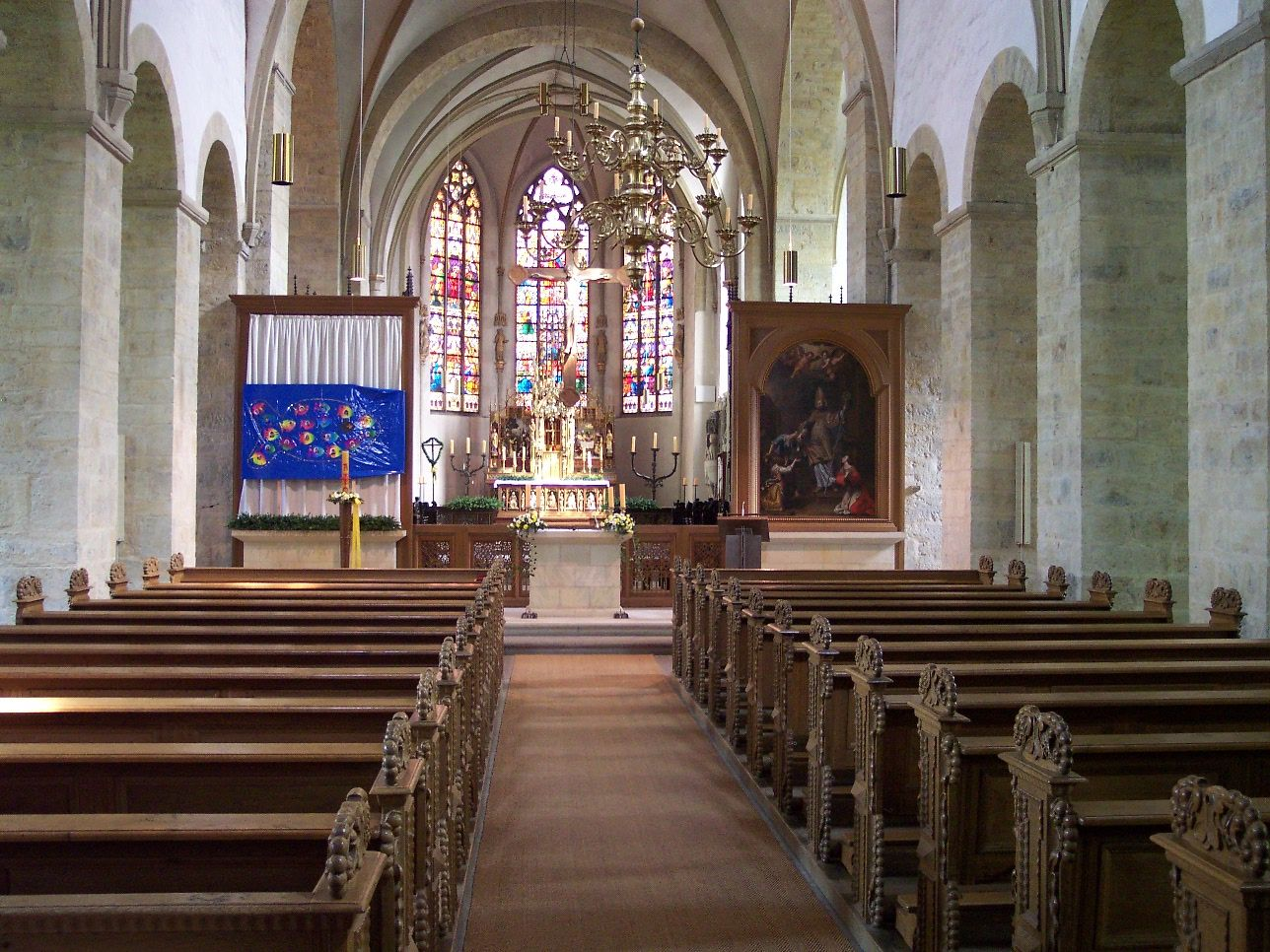
Das Innere der Stiftskirche
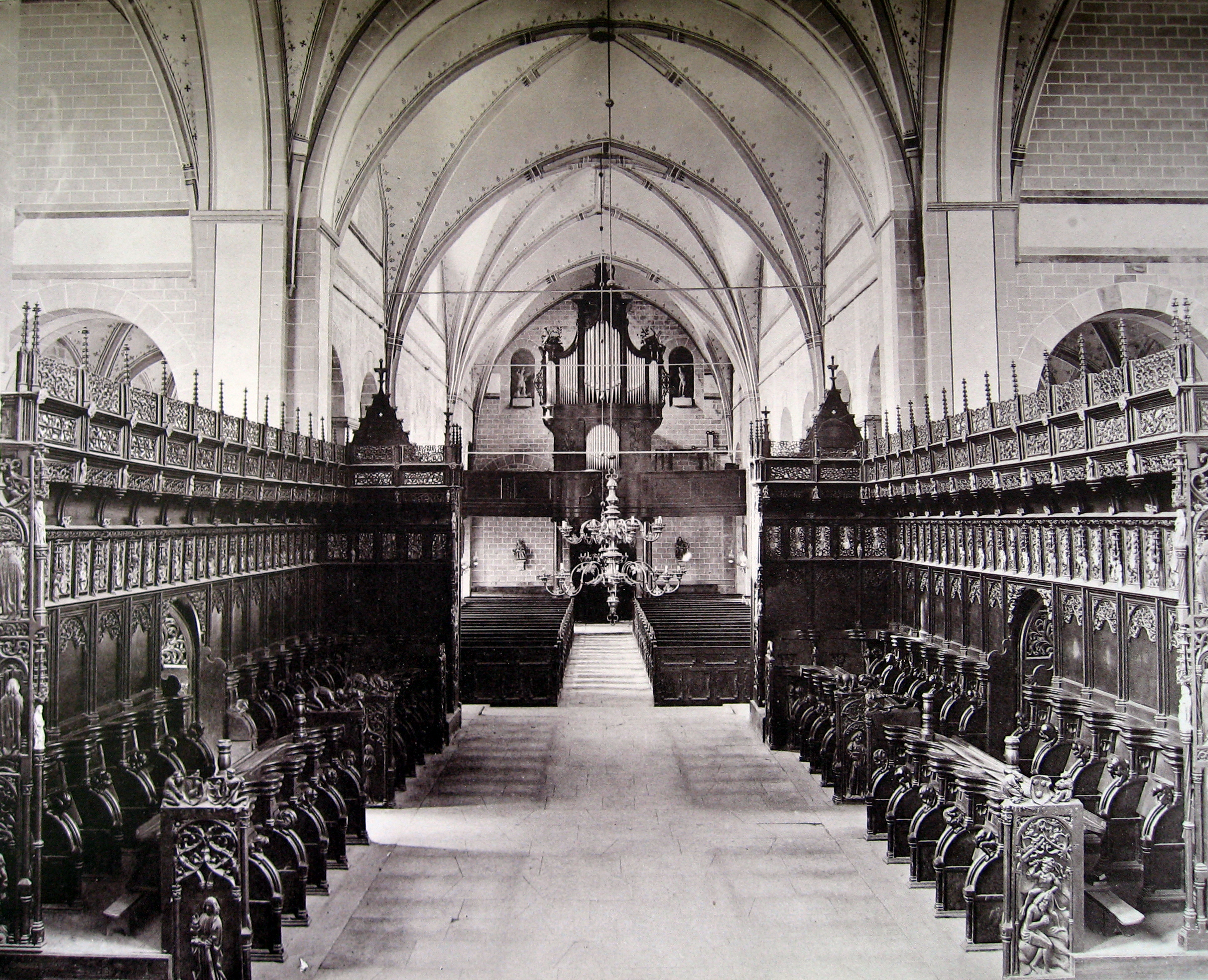
Inneres um 1890
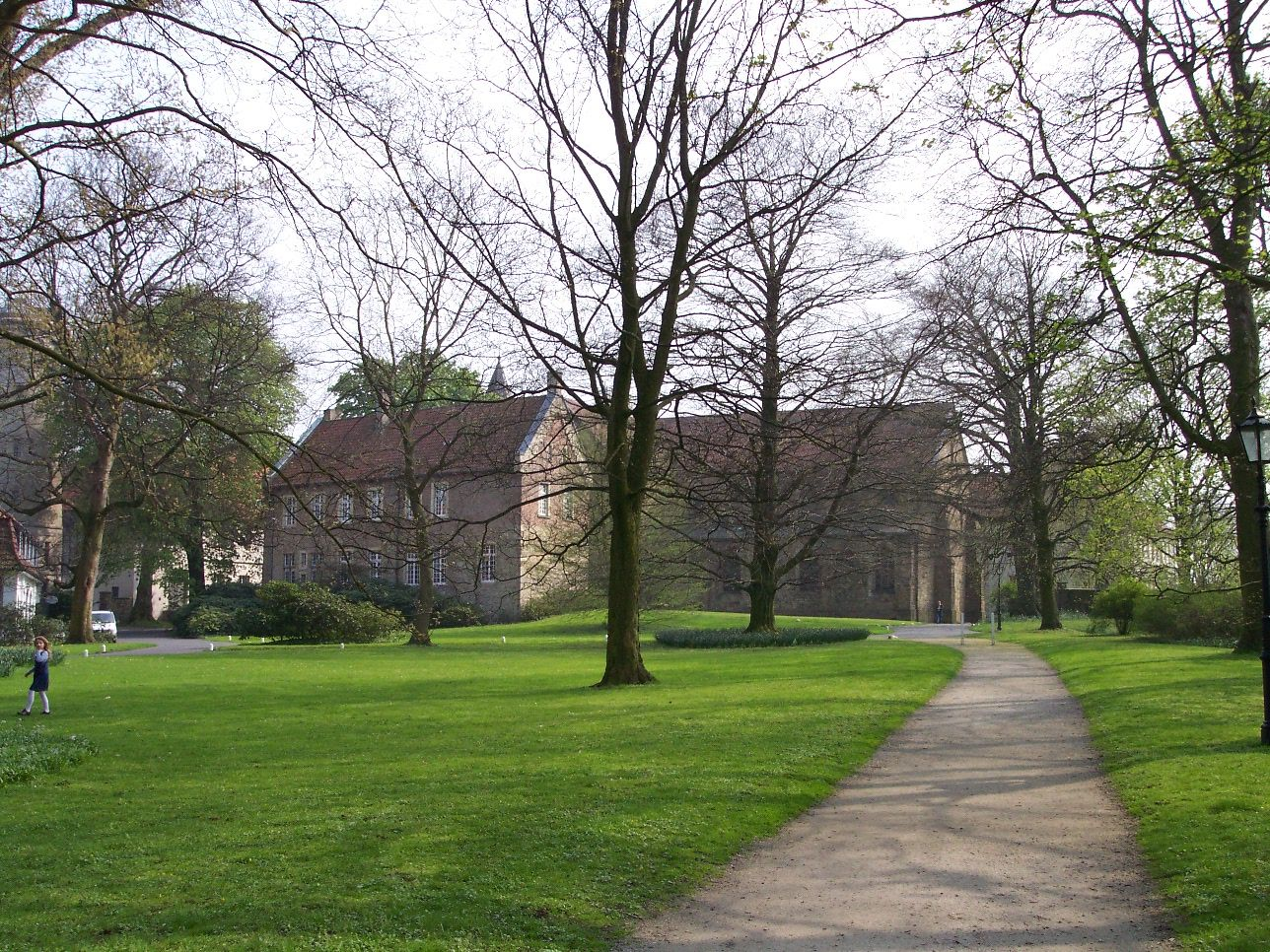
Schlossgarten